# William Mathews
William Mathews (New London (Nou Hampshire), 8 de maig de 1837 - Denver, Colorado, 1 d'abril de 1912) va ser un músic i un teòric musical estatunidenc.
Propagandista actiu de les idees modernes sobre l'ensenyança musical, va escriure nombroses obres d'història, pedagogia i estètica, entre les quals es poden citar: 
- How to understand music (Filadèlfia, 1880 i 1888);
- PopularHistory of Music (1889);
- One hundred years of music in America (1889);
- Outlines of Musical Form (1867);
- Emerson Organ Method, en col·laboració amb Emerson (1870);
- Pronoveing Dictionary of Musical terms, amb Liebling (1896);
- Music. Its Ideals and Methods (1897);
- The Masters and their Music (1898);
- The Great in Music (1900-02);
- Pianoforte Thecnics, How to teach the pianoforte, Twenty lessons to a begianer in de pianoforte;
- First lessons on phrasing and musical interpretations.

De 1891 fins 1902 dirigí l'interessant revista Music, a monthly Magazine.